# Гаразіджан
Гаразіджан (перс. هرازيجان) — село в Ірані, у дегестані Джасб, у Центральному бахші, шахрестані Деліджан остану Марказі. За даними перепису 2006 року, його населення становило 120 осіб, що проживали у складі 54 сімей.

## Клімат
Середня річна температура становить 10,39 °C, середня максимальна – 28,52 °C, а середня мінімальна – -9,38 °C. Середня річна кількість опадів – 186 мм.
| Клімат поселення                              | Клімат поселення | Клімат поселення | Клімат поселення | Клімат поселення | Клімат поселення | Клімат поселення | Клімат поселення | Клімат поселення | Клімат поселення | Клімат поселення | Клімат поселення | Клімат поселення | Клімат поселення |
| Показник                                      | Січ.             | Лют.             | Бер.             | Квіт.            | Трав.            | Черв.            | Лип.             | Серп.            | Вер.             | Жовт.            | Лист.            | Груд.            |                  |
| Середній максимум, °C                         | 5,68             | 6,39             | 10,09            | 16,20            | 21,48            | 26,97            | 28,52            | 27,97            | 23,94            | 17,79            | 11,49            | 6,43             |                  |
| Середня температура, °C                       | −1,86            | −1,13            | 2,56             | 8,68             | 13,94            | 19,44            | 23,01            | 22,46            | 18,44            | 12,28            | 5,98             | 0,93             |                  |
| Середній мінімум, °C                          | −9,38            | −8,67            | −4,97            | 1,13             | 6,41             | 11,92            | 17,50            | 16,94            | 12,92            | 6,77             | 0,48             | −4,6             |                  |
| Норма опадів, мм                              | 27               | 29               | 37               | 27               | 20               | 3                | 2                | 1                | 0                | 6                | 14               | 20               |                  |
| Середньомісячна швидкість вітру, м/с          | 1.68             | 2.22             | 2.82             | 2.81             | 2.52             | 2.22             | 2.10             | 2.00             | 1.88             | 1.91             | 1.67             | 1.60             |                  |
| Середньомісячна сонячна радіація, кДж/м²·день | 9612             | 12561            | 15413            | 18721            | 22410            | 26656            | 25924            | 24312            | 21386            | 15982            | 11506            | 9220             |                  |
| --------------------------------------------- | ---------------- | ---------------- | ---------------- | ---------------- | ---------------- | ---------------- | ---------------- | ---------------- | ---------------- | ---------------- | ---------------- | ---------------- | ---------------- |
| Джерело:                                      |                  |                  |                  |                  |                  |                  |                  |                  |                  |                  |                  |                  |                  |